# Bitna koda
Bitna koda (tudi bajtna koda ali prenosna koda, v angleščini bytecode) je oblika ukaznega seta, ki je načrtovan za učinkovito izvajanje s programskim interpreterjem. V nasprotju z izvorno kodo so bitne kode navadno sestavljene iz kompaktne numerične kode, konstant in referenc, ki predstavljajo rezultate semantične analize izvorne kode.
Primer je koda v vmesnem  programskem jeziku CIL, ki jo generira prevajalnik izvorne kode katerega od programskih jezikov skladnih s CLI, na primer C#